# USS Gravely (DDG-107)
O USS Gravely é um destroyer da classe Arleigh Burke pertencente a Marinha de Guerra dos Estados Unidos.